# Вірменські колонії в Україні
Вірменські колонії — традиційна назва в українській історіографії для міських кварталів та окремих сіл, де проживали консолідовані національно-релігійні громади вірменських іммігрантів, які часто користувалися самоврядуванням, деколи судовою автономією. У вірменській історіографії запропоновано назви – "поселення", "вогнища". Основними причинами переселення вірмен із закавказької Вірменії були: боротьба вірменського купецтва за товарні ринки, знищення вірменської державності арабами, розорення Закавказзя турками-сельджуками, монголо-татарами, пізніше – війни за Закавказзя між Османською імперією та Іраном (див. Вірменія). Певну роль в еміграції вірмен до України відіграли також релігійні переслідування їх у Туреччині, на Балканах (у Молдові 16 ст.). Міграція здійснювалася або безпосередньо з Вірменії, або через проміжні ланки – Крим та Молдову. Переважали мікроміграційні потоки заможніших вірмен-купців, ремісників, служителів культу. Вірменські колонії формувалися в Україні у двох регіонах: правобережно-західному та північно-причорноморському: мали в кожному з них свою специфіку.

## Вірменські колонії правобережно-західно-українського регіону
Вірменські колонії правобережно-західно-українського регіону почали виникати в період Київської Русі та Галицько-Волинського князівства і збереглися частково як окремі національні організації до 1780–90-х рр. Перша колонія сформувалася в Києві – найдавніша згадка про неї в Патерику Києво-Печерському датується 1080–90-ми рр. Вірменська колонія у Львові утворилася в 2-й половині 13 ст. (намогильний напис 1277). У 14–15 ст. виникли колонії у містах Луцьк, Кам'янець (нині м. Кам'янець-Подільський), Володимир (нині м. Володимир-Волинський), Снятин, Белз; у 16 ст. – Хотин, Бар, Язловець (нині село Бучацького р-ну Тернопільської обл.), Замостя (нині м. Замосць, Польща); у 17 ст. – Бережани, Підгайці, Броди, Жовква, Золочів, Станіслав (нині м. Івано-Франківськ), Тисмениця, Лисець (нині с-ще міськ. типу Івано-Франк. обл.), Жванець (село Кам'янець-Подільського р-ну Хмельн. обл.), Студениця, Умань; у 18 ст. – Городенка, Кути, Обертин, Могилів (нині м. Могилів-Подільський). Подаються лише найбільші колонії – в регіоні їх було близько 60.
Колонія в місті займала невелику територію довкола церкви та однієї з вулиць, званої Вірменською. Органами самоврядування в колоніях були ради старших (6–12 осіб, обраних громадою), подекуди діяли вірменське війтівство, вірменський суд. В юридичній практиці (в цивільних та кримінальних справах) вірмени користувалися традиційним для них кодексом Мхітара Гоша (1519 він був офіційно затверджений у вигляді Львівського судебника), а також власним процесуальним кодексом. Права на самоврядування, регламентування торгівлі й ремесла, на збереження територіальних національних дільниць вірмени добивалися через отримання королівських привілеїв. У деяких містах (Кам'янець-Подільський, Замостя) вони домоглися спеціального статусу для своєї громади. Ради старших, що формувалися з патриціату, виконували адміністративні функції, збирали податки, утримували лазарети-притулки, розпоряджалися церковним майном. Громади мали свою символіку – Боже ягня з прапорцем, що зображувалося на печатці вірменських колоній. Кожна колонія була самостійною, але громади підтримували зв'язки між собою. У 17 ст. колонії, що занепадали, передавали представницькі функції та захист громадського майна сильнішим колоніям (Луцька та Київська передали права Львівській). Органи самоврядування й окремі суди було ліквідовано в останній чв. 18 ст.
Реальна сила і вага вірменських колоній (у містах і містечках) до серед. 17 ст. базувалися на їхньому економічному становищі – торгівля була джерелом великих багатств патриціату, який позичав гроші магнатам та королівській казні. Вірменське купецтво охопило своєю комерційною діяльністю Близький Схід, доходило до Єгипту та Індії; на заході – до Португалії, на півночі – до Прибалтики і Російської держави. Купці також брали участь у місцевій торгівлі. Розквіт торговельної діяльності припадає на 14 – 1-шу пол. 17 ст. Купці формували товариства для спільних операцій, споряджали великі каравани до Туреччини. У 16–17 ст. існувала юридично затверджена категорія "вірменських товарів", до якої входили імпортовані дорогі тканини, килими, східна зброя, пахощі, одяг, зокрема "турецькі" хустки, золототкані пояси тощо. Вірменські купці експортували з теренів України мед, бурштин, місцеві вірменські ремісничі вироби – насамперед золотарські та зі шкіри (сідла, взуття), холодну зброю, різьблення на камені. У 18 ст. вірмени були майстрами в ткацьких мануфактурах з виробництва золототканих килимків, поясів. Серед їхніх поселенців були лікарі (в ранні періоди також алхіміки), маляри, копіїсти рукописів. Як знавці східних мов вірмени займали посади перекладачів – у містах, при литовсбкому великокняжому дворі, а також виконували роль дипломатичних агентів у стосунках із Кримським ханством, Османською імперією, Іраном.
У національній консолідації громад, збереженні ними високого рівня нац.-релігійної самосвідомості надзвичайно важливу роль відігравала Вірменська Апостольська церква. Виникнення церковної адміністрації, очолюваної єпископом або архієпископом, сягає 13–14 ст. (владики в Києві, Львові, Сочаві, пізніше деякий час у Кам'янці). У Львові, Кам'янці сформувалися релігійні центри – архіт. ансамблі, в яких поєднувалося по кілька церков, монастир, кладовище. При церквах від 17 ст. організовувалися братства, що займалися не лише реліг., а й світськими справами (допомога бідним, організація банків-ломбардів). У 14– 16 ст. римська курія неодноразово намагалася схилити вірмен до унії, однак це не давало тривалих результатів аж до 1640, коли на унію пристав львівський вірменський архієпископ М.Торосович, який почав запроваджувати її насильницьким способом. Унія була остаточно реалізована у 1670-х рр. римською місією ордену театинців. Це спричинило відплив значної частини вірменського населення з України (зокрема, до Молдови і Трансільванії – істор. обл. на пн. Румунії), а також розрив зв'язків із закавказькою Вірменією і занепад самобутньої культури українських вірмен внаслідок латинізації обряду. У 18 ст. майже всі вірмени, що залишилися в регіоні, стали унійцями, зорієнтованими на архієпископство у Львові (див. Вірмено-католицька церква). Унія посилила денаціоналізацію вірмен, у великих містах вони полонізуються, а в менших – українізуються. Зникає розмовна вірменська мова (ашхарабар) та засвоєна вірменами в Криму і перенесена в регіон вірмено-кипчацька мова, по суті, тогочасна кримськотатарська з вірменськими, українськими та польськими лексичними елементами. Богослужбовою мовою залишається старовірменська (грабар).
При парафіях існували школи, що давали початкову освіту вірм. та вірмено-кипчацькою мовами. 1665 у Львові засновано Театинську колегію для вірмен (від 1701 Вірм.-укр. колегія), що давала вищу освіту переважно для духівництва. 1784 навчання в колегії припинилося. 1616–18 у Львові діяла друкарня Говганеса Карматанянца (Івана Муратовича), яка видавала книжки вірменською та вірмено-кипчацькою мовами.
Вірменські поселенці вели замкнутий спосіб життя, намагалися звести свої контакти з оточенням колонії здебільшого до комерційних справ. Дотримувалися ендогамії. А тому практично до кінця 17 ст. зазнавали національної та економічної дискримінації з боку міських управ, які перебували в руках католиків. Заможна верхівка намагалася бути лояльною до великокняжої та королівської влади, але водночас вела й завзяту боротьбу за збереження самоврядування, економічних вольностей, власної релігії. Деякі вірменські колонії користувалися підтримкою магнатів, що сприяло економічному піднесенню як самих колоній, так і міст, у яких вони були розташовані. Вірмени, як правило, не брали участі в політичному житті, але серед них були поширені антиосманські настрої.

## Відносини вірмен з українським населенням
Відносини вірмен з українським населенням складалися добре. Ще в 1230-х рр. було перекладено на вірменську мову житіє святих Бориса і Гліба, яке й досі залишається у вірменії. Українці підтримували вірмен у боротьбі проти унії, за збереження юліанського календаря. Під час національної революції 1648– 1676 вірмени вступали до лав повсталих; всупереч економічній блокаді, яку ввела Польсько-литовська держава щодо Б.Хмельницького, продовжували постачання товарів останньому. Вірмени вступали до козацтва, де доходили до полковницьких чинів. Водночас вони не схвалювали союз Б.Хмельницького з татарами.

## Наука і мистецтво у вірменських колоніях
У вірменських колоніях культивувалася медицина (складали лікувальники, рецептарії). Тут писалися трактати з хронології та теології (полемічна антикатолицька література), перекладалося і Святе Письмо. Високого рівня розвитку досягло мовознавство (підручники з граматики, словники вірменської та вірмено-кипчацької мов). Були складені хроніки, зокрема в 1-й пол. 16 ст. – "Хроніку Польщі", т. зв. Венеціанську хроніку. В Кам'янці працювала династія хроністів – Говганаес, Гіргор, Гакоп, Оксент Каменаці, які уклали "Кам'янецьку хроніку" з докладним описом Хотинської війни 1621. Відомо, що у 18 ст. творили кілька вірменських істориків, серед них С.Рошка, І.-Т.Йосефович (Юзефович), К.Ходиніцький. Цінними є мемуари за 1608–20 Сімеона дпіра Легаці.
Високого рівня розвитку досягли мистецтво та архітектура. Будувалися сакральні споруди: львівський кафедральний собор (буд-во закінчено 1363, зберігся як історична пам'ятка); київська дерев'яна церква (14 ст., не збереглася); луцька церква св. Стефана (1378, збереглася, але перебудована); язловецька церква (1551, збереглася); кам'янецька церква святителя Миколая (1577, не збереглася, але вціліла дзвіниця 1653). Прикладне мистецтво: різьба на камені (нагробні стели, хачкари, вотивні хрести, об'ємна скульптура), золотарство, гаптування, вироби з сап'яну. Монументальне малярство: розпис львівського кафедрального собору 15 ст. Станковий живопис: ікони зі збереженням вірменського антропологічного типу. Художнє переписування рукописів і мініатюристика. У Львові 1668 виник вірменський театр шкільного характеру. У 16–17 ст. вірменське мистецтво поступово втратило питомі національні риси, підпорядковуючись близько-східній орієнтальній моді та західно-європейським стилям. Це помітно на художньому ткацтві мануфактур (орієнталізм) та портретах (львівські вірменські художники 17 ст. В.Доновакович, С.Богушевич, Х.Захнович працювали в манері "сарматського" портрета).
Зникнення колоній пов'язане з поступовою ліквідацією самоврядування, власних судів, депортаціями (з Києва за указом рос. царя Олексія Михайловича 1660; з Кам'янця після 1672 за часів турец. панування), із здобуттям переваги в міжнар. торгівлі єврейс. купецтва.

## Заселення вірменами північно-причорноморського регіону
Для заселення вірменами північно-причорноморського регіону характерне те, що крім дільниць у містах, тут виникло бл. 30 мононаціональних сіл. Самоврядування, незважаючи на високий відсоток вірменського населення в багатьох містах, не досягло тут такого рівня, як в правобережно-західно-українському регіоні (відсутні були ради старших, окремі суди).
Вірменські колонії в Криму виникають у 11–13 ст. в Кафі (нині м. Феодосія) та Солдайї (нині м. Судак), а також в ін. поселеннях півд. узбережжя п-ова. В час розквіту Генуї (Італія) намітилася гостра конкуренція між італійськими та вірменськими купцями, що позначилося на становищі вірменських і генуезьких колоній в Криму, особливо тоді, коли до економічної дискримінації приєдналися у 15 ст. релігійні переслідування вірмен внаслідок спроб накинути їм церковну унію з Римом. Ці конфлікти полегшили туркам-османам захоплення 1475 Кафи (на той час генуезької) та решти генуезьких колоній. Помітну роль відігравали вірмени також у роки турецького панування на півд. Криму та в Кримському ханстві, контролюючи вузлові осердя торгівлі й ремесел п-ова. Виникають нові колонії у містах Солхат (Ескі-Крим; нині м. Старий Крим), Гезлев (нині м. Євпаторія); у 16–18 ст. – у містах Карасубазар (нині м. Білогірськ), Ак-Мечеть (нині м. Сімферополь), Орабазар (Армянський Базар; нині м. Армянськ), Інкермані, засновуються села, розташовані між Карасубазаром та Ескі-Кримом, а також біля Судака. У Кафі наприкінці 15 ст. вірмени становили понад 60 % (більше 40 тис.) населення.
Вірменські купці привозили товари з тих регіонів, де торгували, а вивозили рибу, ікру, сіль, зерно, віск, мило, хутра; заснували кілька банків із значним капіталом. Ареал їхньої торгівлі на Близькому Сході сягав Перської затоки, Індії, на півночі – Великого князівства Московського. Вірменські ремісники – ювеліри, ткачі, фарбарі, шевці, кравці, теслі, мельники – творили власні цехи. Населення займалося виноградарством, виноробством, садівництвом, тваринництвом.
Від 15 ст. вірменські колонії існували також у деяких західних причорноморських містах, зокрема, Акермані (нині м. Білгород-Дністровський), Кілії.
Церковну ієрархію очолював кафський єпископ, певний час (у 15 ст.) існувало єпископство в Акермані. При парафіях і в монастирях (найвідоміший Сурб-Хач – Св. Хреста – недалеко від Ескі-Криму) діяли школи.
Чималим був внесок вірменських колоній Криму до вірменської культури. Тут розвинувся специфічний кримський тип каліграфічного переписування рукописів, оздоблених мініатюрами. Збереглося близько 300 рукописних книг кримського походження. Мініатюристи працювали у вірмено- візантійській манері. Відомі копіїсти 14– 15 ст.: Натер, Грігор Сукіасанц, Хрістосатур, Тадевос Аврамені; 16–17 ст.: Аракел, Захарія Абега, Нікогайос Меланавор, Овакім Ерец. У Криму в 17 ст. творили поети Сімеон, Хачатур Кафаєці, Вардан, Степанос Тохатеці. Певного розквіту досягла наука (філософія, літописання, медицина, теологія).
Збереглася низка пам'яток вірменської архітектурири: монастир Сурб-Хач (1338, з добудовами 15–17 ст.), феодосійські церкви св. Іоанна Предтечі (14 ст.), архангелів Михаїла і Гавриїла (14–16 ст.), св. Саркіса (можливо, 12 ст.), поблизу Старого Криму церква св. Георгія (поч. 15 ст.), білогірська церква Успіння Богородиці. Вірмени будували водогони, караван-сараї, фонтани. Високого рівня досягла монументальна пластика (медальйони на церкві св. Іоанна Предтечі), хачкари (хресні камені) 14– 18 ст.
Вірменські колонії Криму припинили своє існування 1778, коли під натиском царського уряду звідти виселили вірмен та греків, щоб підірвати економіку ханства.
Багатовікове існування вірменських колоній на українських землях сприяло встановленню міцних економічних і культурних зв'язків із Вірменією, Закавказзям в цілому та іншими країнами Близького Сходу (Туреччиною, Іраном). Україна стала для вірмен країною-притулком у важкі для Вірменії часи, де вони могли зберігати свої духовні традиції, розвивати економічне і культурне життя.

## Історичні джерела
Збереглася значна кількість документів, діловодних книг, що стосуються тих чи ін. інституцій вірменських колоній правобережного-західно-українського регіону, зокрема вірменського суду (16– 18 ст.), ради старших (17 ст.), єпископства (18 ст.) у Львові, а також братств, банків, Вірмено-української колегії театинців. Серія діловодних книг стосується Кам'янця (16–17 ст.). Важливе джерело – хроніки зі Львова та Кам'янця (16–17 ст.), пам'ятні записи-колофони – в рукописах, переписаних у Львові та Кам'янці, мемуари. Джерел про життя вірменських колоній півн.-причорноморського регіону збереглося набагато менше. Насамперед це колофони рукописів, пам'ятки епіграфіки.
Джерела вірменською, вірмено-кипчацькою, українською, польською, латинською мовами зберігаються у Львові, Києві, Єревані, Вроцлаві, а також Венеції, Відні, Парижі. Лише незначна частина їх опублікована. Окрему групу становить вірменська епіграфіка (Київ, Львів, Кам'янець-Подільський).
Література про колонії налічує понад 1 тис. назв, однак узагальнюючих праць про вірменські колонії в Україні немає. Про їхнє минуле писали українські історики М.Бантиш-Каменський, І.Шараневич, О.Партицький, М. Грушевський, І.Линниченко, Б.Януш, І.Крип'якевич, Н.Кривонос, в.Грабовецький, Д.Блажейовський та ін.; з вірменських істориків новішого часу – В.Григорян, В.Мікаєлян, Л.Хачікян. Досягненням вірменської й української історіографії стало проведення трьох спільних наукових сесій у 1950–70-х рр. У дослідженні проблематики брали участь також польські, угорські, румунські та французькі вчені.